# Мятлево (Тверская область)
Мя́тлево — деревня в Калининском районе Тверской области России. Входит в состав Эммаусского сельского поселения.

## География
Деревня находится в юго-восточной части региона, в зоне хвойно-широколиственных лесов, в пределах Верхневолжской низины (низменной равнины), на расстоянии примерно 18 километр (по прямой) к юго-востоку от Твери, административного центра области и района. 

### Климат
Климат характеризуется как умеренно континентальный. Средняя температура воздуха самого холодного месяца (января) — −14,4 °C (абсолютный минимум — −50 °C), средняя температура самого тёплого (июля) — 23 °С (абсолютный максимум — 36 °С). Средняя продолжительность периода с устойчивыми морозами — 121 день. Вегетационный период длится около 170 дней. Годовое количество атмосферных осадков варьирует в пределах от 348 до 885 мм, из которых большая часть выпадает в тёплый период. Снежный покров держится в течение 125 дней.  

## История
По состоянию на 1997 год в деревне имелось 20 хозяйств и проживало 32 человека[уточнить]. 

## Население
| 2008 | 2010 |
| ---- | ---- |
| 49   | ↘35  |

## Инфраструктура
Личное подсобное хозяйство с зоной сельскохозяйственного использования, индивидуальная застройка усадебного типа.

## Достопримечательности
Часовня святых Космы и Дамиана.

## Транспорт
Просёлочные дороги. 